# المسيجد (المقاطرة)

تعديل مصدري - تعديل

المسيجد هي إحدى قرى عزلة الاكاحلة بمديرية المقاطرة التابعة لمحافظة لحج، بلغ تعداد سكانها 1613 نسمة حسب تعداد اليمن لعام 2004.